# Arbre d'Hippocrate
L’arbre d'Hippocrate (en grec moderne : Πλάτανος του Ιπποκράτη) est un platane sous lequel, selon la légende, Hippocrate aurait enseigné à ses élèves la médecine. Paul de Tarse aurait, prétendument, également enseigné sous cet arbre. L'arbre, situé sur l'île grecque de Kos, est un platane d'Orient (Platanus orientalis). Avec un tronc d'une circonférence d'environ 12 m, cet arbre est réputé être le plus grand platane d'Europe.

## Présentation
Ce platane se trouve sur la Platía Platánou (place du platane), face au château de Nerantziá, et à côté de la mosquée Hassan-Pacha, au centre de la ville de Kos. L'arbre actuel n'est âgé que d'environ 500 ans, mais pourrait être un descendant de l'arbre originel qui se trouvait prétendument en cet endroit il y a 2 400 ans, à l'époque d'Hippocrate. Avec le temps, l'arbre est devenu creux et certaines de ses branches sont supportées par des tuteurs métalliques.
Une fontaine avec des gravures en arabe a été placée à côté de l'arbre par l'ancien gouverneur turc Gâzi Hassan lors de la période ottomane de l'île.

## Dérivés de l'arbre
L'Association médicale de Kos a fait don d'un marteau de président en bois de l'arbre au président de l'association médicale canadienne en 1954,. Une bouture de l'arbre a été offerte par l'île de Kos à la National Library of Medicine des États-Unis et a été plantée le 14 décembre 1961 dans les jardins de l'institution,.

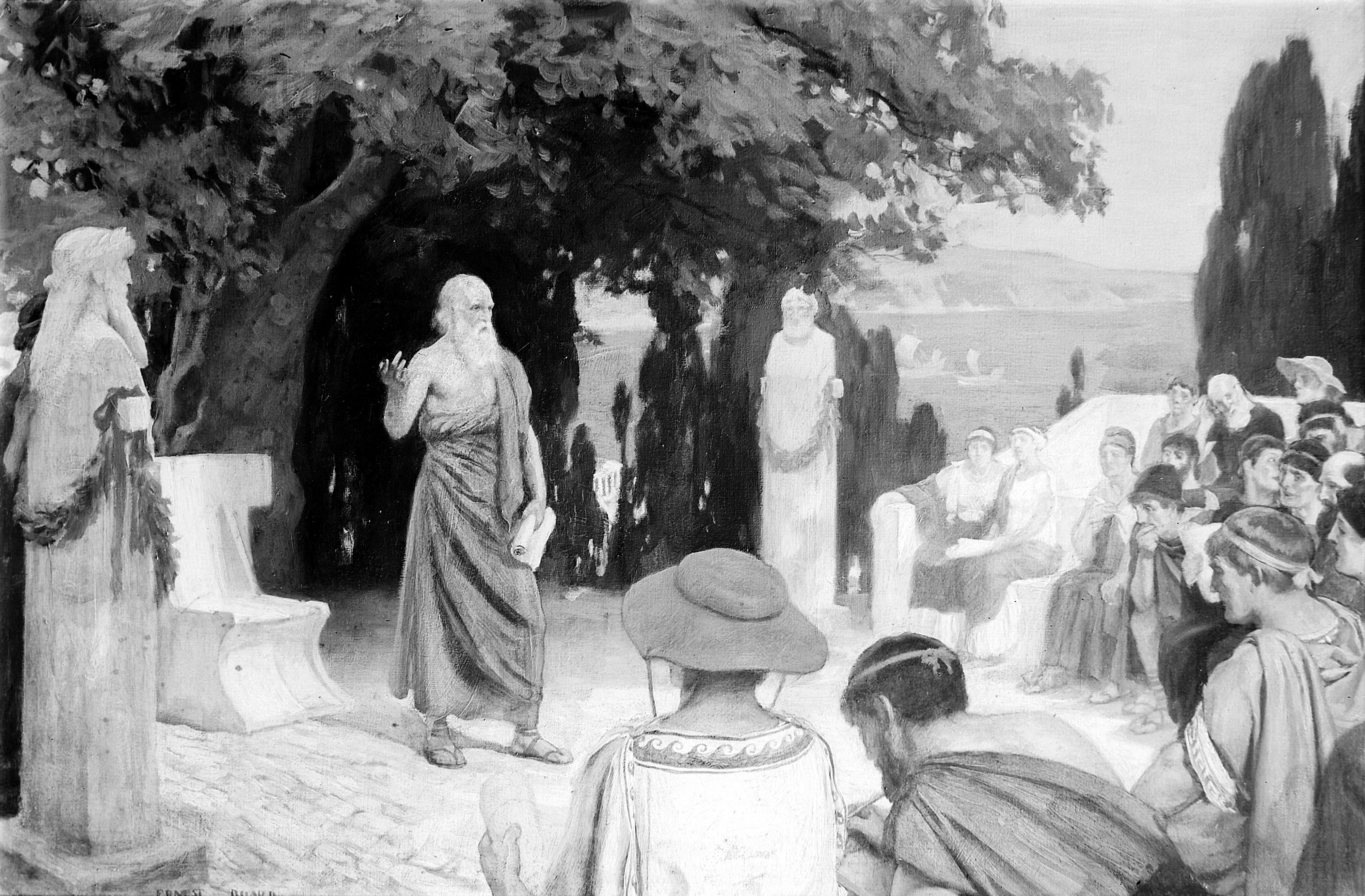
Hippocrate faisant la leçon à ses élèves sous le platane.

Des boutures ou des graines de l'arbre peuvent entre autres être trouvées :
Amérique du Nord
- En Alabama, une bouture plantée, offerte en 1969 à l'Association médicale canadienne[8].
- à la Mercer University[9]
- à l'University of Michigan Medical School (en)[10]
- au South Alabama Jaguars[11]
- à l'Université de Victoria[12]
- à l'Université Yale[13]
- à l'Université de Floride J Hillis Miller Health Science Center
- à la Boston Medical Library (en), Harvard Medical School, Boston

Europe
- à l'Université de Glasgow[14]

En Océanie
- à l'Université de Sydney, Dubbo (Australie), Australie[15],[16]
- à l'hôpital de Burwood à Christchurch, Nouvelle-Zélande.

### Sources
- (en) Cet article est partiellement ou en totalité issu de l’article de Wikipédia en anglais intitulé « Tree of Hippocrates » (voir la liste des auteurs).